# Plator serratus
Espèce
Plator serratus est une espèce d'araignées aranéomorphes de la famille des Trochanteriidae.

## Distribution
Cette espèce est endémique de Chine,. Elle se rencontre au Sichuan et à Chongqing.

## Description
Le mâle holotype mesure 6,58 mm et la femelle paratype 9,57 mm.

## Publication originale
- Lin & Zhu, 2016 : A new species of the spider genus Plator (Trochanteriidae) from south China. Zootaxa, no 4162(1), p. 189-192.